# Stazione di Piadena
Stazione di Piadena vasútállomás Olaszországban, Lombardia régióban, Piadena településen.

## Vasútvonalak
Az állomást az alábbi vasútvonalak érintik:
- Brescia–Parma-vasútvonal
- Pavia–Mantua-vasútvonal

## Kapcsolódó állomások
A vasútállomáshoz az alábbi állomások vannak a legközelebb:
- Stazione di San Giovanni in Croce
- Stazione di Canneto sull'Oglio
- Stazione di Bozzolo
- Stazione di Torre de' Picenardi